# Sinnersdorf (Pulheim)
Sinnersdorf is een plaats in de Duitse gemeente Pulheim, deelstaat Noordrijn-Westfalen, en telt 5666 inwoners (2007).

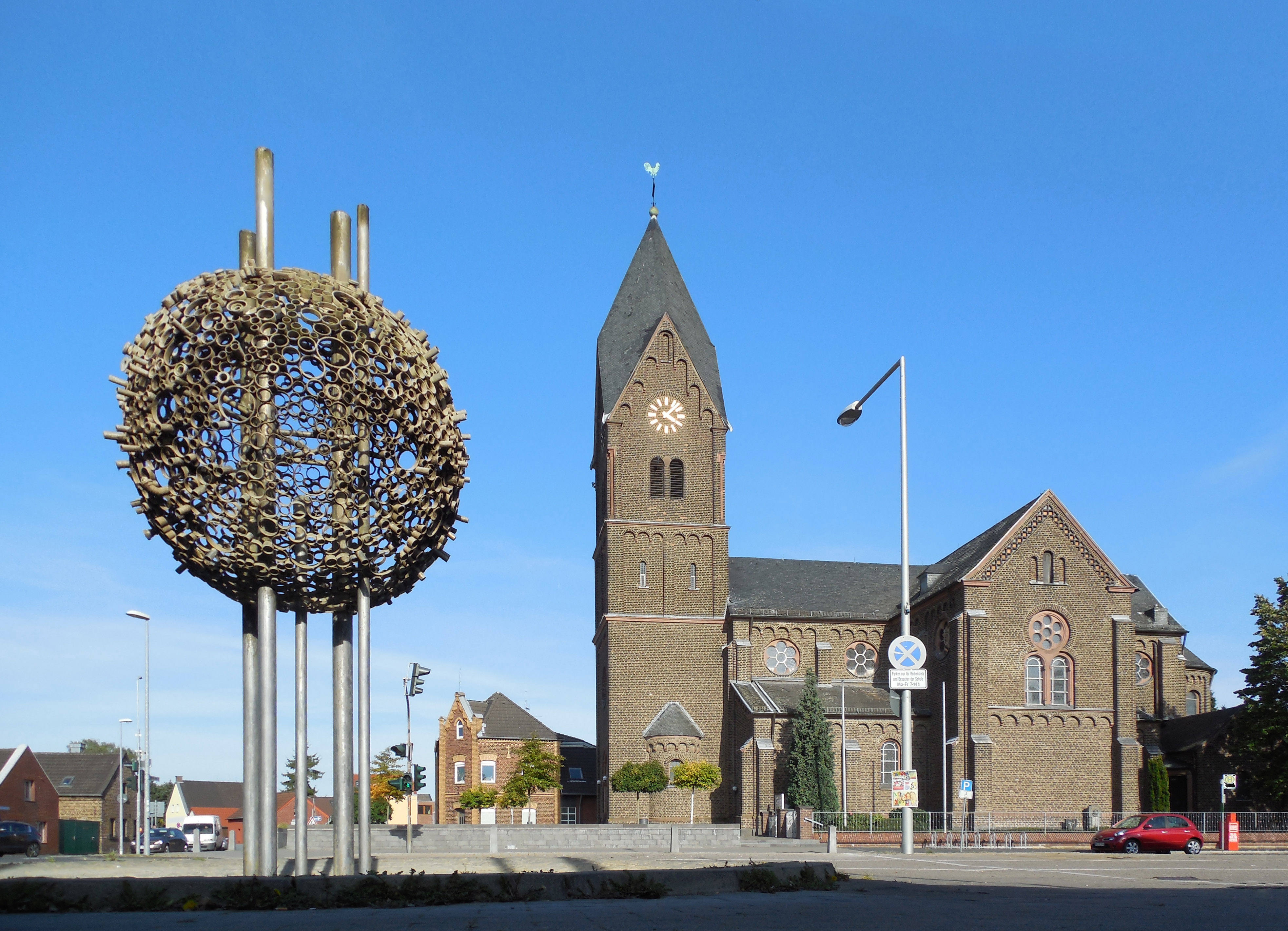
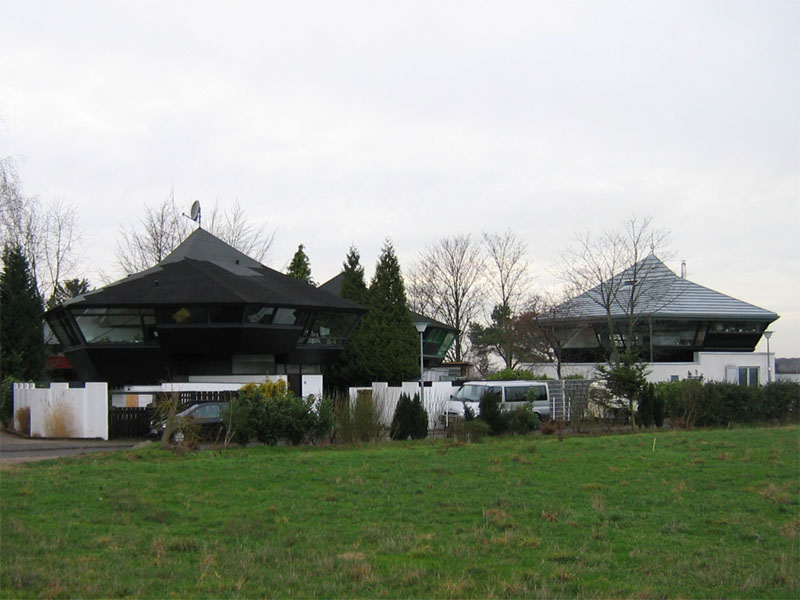